# (39401) 7572 P-L
7572 P-L (asteroide 39401) é um asteroide da cintura principal. Possui uma excentricidade de 0.12458490 e uma inclinação de 3.62862º.
Este asteroide foi descoberto no dia 27 de setembro de 1960 por Cornelis Johannes van Houten e Ingrid van Houten-Groeneveld e Tom Gehrels em Palomar.